# إلسا ستانسفيلد
إلسا ستانسفيلد (بالإنجليزية: Elsa Stansfield)‏ هي فنانة تشكيلية بريطانية، ولدت في 1945 في غلاسكو في المملكة المتحدة، وتوفيت في 2004 في أمستردام في هولندا.

## وصلات خارجية
- الموقع الرسمي
- إلسا ستانسفيلد على موقع IMDb (الإنجليزية)
- إلسا ستانسفيلد على موقع ميوزك برينز (الإنجليزية)